# Kuroshio (1940)
El Kuroshio (黒潮 marea negra?) fue un destructor de la Clase Kagerō. Sirvió en la Armada Imperial Japonesa durante la Segunda Guerra Mundial. 

## Historia
Durante los inicios de la entrada de Japón en la Segunda Guerra Mundial, entre el 12 de diciembre de 1941 y el 20 de enero de 1942, perteneció a las fuerzas de invasión que tomaron sucesivamente Legazpi, Dávao, Joló, Manado, Kendari, Ambon, Makassar y Timor, en Filipinas e Indonesia, recibiendo daños menores el 23 de diciembre cuando fue ametrallado por un bombardero pesado estadounidense B-17, causando cuatro bajas a bordo. Asimismo, asistió al torpedeado Natsushio durante la invasión de Makassar, rescatando a sus supervivientes.
Realizó sucesivas misiones de suministro del Tokyo Express a Guadalcanal los días 3, 6 y 9 de octubre de 1942. El 13 del mismo mes formó parte de la escolta de los acorazados Kongō y Haruna cuando atacaron la base aérea estadounidense de Campo Henderson, en Guadalcanal.
Resultó hundido por una mina marina cuando realizaba un transporte de tropas a Kolombangara en la posición (8°8′S 156°55′E / -8.133, 156.917), con 83 fallecidos a bordo.